# マックス・バウマン
マックス・バウマン（Max Baumann、1917年11月20日 - 1999年7月17日）は、ドイツの作曲家。
クローナハ出身。ベルリン音楽大学（現在のベルリン芸術大学）でボリス・ブラッハーに作曲を学んだ。1946年からベルリン音楽大学でピアノと音楽理論を教えるようになり、1960年に教授に就任し、1978年に退職した。
オルガン協奏曲を書く数少ない作曲家の１人であった。カンタータ「Libertas Cruciata」はステレオFMラジオのために書かれた最初の作品である。他に4つのミサ曲やピアノ協奏曲などがある。

## 主な作品

### オペラ
- 悪魔の妙薬
- グロッケンシュピール

### 管弦楽
- 交響曲第1番
- 交響曲第2番
- シンフォニア・ピッコラ
- バレエ音楽「ペレアスとメリザンド」
- コンチェルト・グロッソ
- ホルン協奏曲
- ヴァイオリン協奏曲

### 室内楽
- ソナタ（チェロとピアノのための）
- ディヴェルティメント（リコーダーアンサンブルのための）
- 三重奏曲（フルートとファゴットとピアノのための）
- ソナチネ（ヴァイオリンとピアノのための）

### マンドリンオーケストラ
- コンチェルティーノ
- カプリッチオ